# Bellator Birmingham
Bellator Birmingham: Primus vs. Wilde è stato un evento di arti marziali miste tenuto dalla Bellator MMA il 4 maggio 2019 al Resorts World Arena di Birmingham in Inghilterra.

## Risultati
|                  | Divisione         |                   |           |                      | Metodo                                     | Round     | Tempo     | Premio    |
| Main Card        | Main Card         | Main Card         | Main Card | Main Card            | Main Card                                  | Main Card | Main Card | Main Card |
| ---------------- | ----------------- | ----------------- | --------- | -------------------- | ------------------------------------------ | --------- | --------- | --------- |
|                  | Pesi leggeri      | Brent Primus      | batte     | Tim Wilde            | Sottomissione (gogoplata)                  | 1         | 1:20      |           |
|                  | Pesi medi         | Fabian Edwards    | batte     | Falco Neto           | KO (Kick-up e pugni)                       | 1         | 3:51      |           |
|                  | Pesi leggeri      | Pedro Carvalho    | batte     | Derek Campos         | KO (pugni)                                 | 1         | 2:03      |           |
|                  | Pesi welter       | Raymond Daniels   | batte     | Wilker Barros        | KO (pugno)                                 | 1         | 4:36      |           |
| Card Preliminare |                   |                   |           |                      |                                            |           |           |           |
|                  | Pesi piuma        | Saul Rogers       | batte     | Aiden Lee            | Decisione unanime (30–27, 30–27, 30–27)    | 3         | 5:00      |           |
|                  | Pesi gallo        | Brian Moore       | batte     | Binh Son Le          | Decisione unanime (30–26, 30–25, 30–25)    | 3         | 5:00      |           |
|                  | Pesi leggeri      | Kane Mousah       | batte     | Mateusz Piskorz      | Decisione unanime (30–27, 30–27, 30–27)    | 3         | 5:00      |           |
|                  | Pesi mediomassimi | Lee Chadwick      | batte     | James Mulheron       | Decisione unanime (29–28, 30–27, 30–27)    | 3         | 5:00      |           |
|                  | Pesi mediomassimi | Yannick Bahati    | batte     | Amir Dadović         | Sottomissione (kimura)                     | 1         | 3:00      |           |
|                  | Pesi piuma        | Dominique Wooding | batte     | David Khalsa         | KO tecnico (pugni)                         | 1         | 2:43      |           |
|                  | Pesi welter       | Jim Wallhead      | batte     | Giorgio Pietrini     | Decisione unanime (29–27, 30–26, 30–27)    | 3         | 5:00      |           |
|                  | Pesi leggeri      | Gavin Hughes      | batte     | Mohammed Yahya       | Sottomissione (rear-naked choke)           | 2         | 4:51      |           |
|                  | Pesi welter       | Ashley Reece      | batte     | Craig Turner         | Decisione unanime (30–27, 30–27, 30–27)    | 3         | 5:00      |           |
|                  | Pesi leggeri      | Dan Cassell       | batte     | John Nicholls        | KO tecnico (pugni)                         | 1         | 3:09      |           |
|                  | Pesi leggeri      | Akonne Wanliss    | batte     | Samuel Slater        | KO tecnico (pugni)                         | 2         | 3:55      |           |
|                  | Pesi gallo        | Raphael Uchegbu   | batte     | Lee Percival         | Sottomissione (triangle choke)             | 1         | 2:14      |           |
|                  | Pesi welter       | Nicolo Solli      | batte     | Simon Ridgway        | KO tecnico (pugni)                         | 2         | 4:32      |           |
|                  | Pesi leggeri      | Kieran Lister     | vs.       | Constantin Gnusariev | Pareggio non unanime (29–28, 27–29, 28–28) | 3         | 5:00      |           |